# ステーシーの美術
『ステーシーの美術』（ステーシーのびじゅつ）は筋肉少女帯の10枚目のアルバム。

## 解説
バンドの休止を経て製作された2年ぶりのアルバム。大槻曰く「保守安定のアルバム」と位置づけられている。
その彼の小説『ステーシー』のモチーフになった曲が多数収録されている。
ちなみにアルバムタイトルは「グレイシー柔術」をもじったもの。
2018年6月20日にはメジャーデビュー30周年を記念して、ボーナストラックを加え、メンバー監修のもと全曲リマスタリングし、『ステーシーの美術+6』と改題して再発売されたほか、同日にはiTunesなどの音楽配信サイトにて、ボーナストラックを除いたリマスター音源が配信された。

## 収録曲
1. FIST OF FURY
（作詞：JAMES WONG / 作曲：JOSEPH KOO&KU CHIA HUI / 編曲：筋肉少女帯）
2. 銀輪部隊
（作詞：大槻ケンヂ / 作曲：本城聡章・筋肉少女帯 / 編曲：筋肉少女帯）
3. おもちゃやめぐり
（作詞：大槻ケンヂ / 作曲：本城聡章・筋肉少女帯 / 編曲：筋肉少女帯）
2005年にポアロがアルバム「おもちゃやめぐり」内でカバー。
4. トゥルー・ロマンス
（作詞：大槻ケンヂ / 作曲：本城聡章・筋肉少女帯 / 編曲：筋肉少女帯）
表記はないが、シングルバージョンとは異なる。シングルでは途中でフェードアウトするが、アルバムバージョンは最後まで収録されている。
5. 再殺部隊
（作詞：大槻ケンヂ / 作曲：橘高文彦、筋肉少女帯 / 編曲：筋肉少女帯）
大槻の小説『ステーシー』に登場する「再殺部隊」のモチーフになった曲。本作に収録された曲の中でも最も『ステーシー』の世界との共通点が多い。
6. 星座の名前は言えるかい
（作詞：大槻ケンヂ / 作曲：本城聡章・筋肉少女帯 / 編曲：筋肉少女帯）
7. リテイク
（作詞：大槻ケンヂ / 作曲：橘高文彦、筋肉少女帯 / 編曲：筋肉少女帯）
8. モコモコボンボン
（作詞：大槻ケンヂ / 作曲：内田雄一郎、筋肉少女帯 / 編曲：筋肉少女帯）
9. 子犬にしてあげる
（作詞：大槻ケンヂ / 作曲：内田雄一郎、筋肉少女帯 / 編曲：筋肉少女帯）
10. 鉄道少年の憩
（作詞：まんが道 / 作曲：内田雄一郎、筋肉少女帯 / 編曲：筋肉少女帯）
11. FIST OF FURY ～再生～
（作詞：JAMES WONG / 作曲：JOSEPH KOO＆KU CHIA HUI / 編曲：筋肉少女帯）
12. 銀輪部隊 (Pre-production)
『ステーシーの美術+6』のみボーナストラック
13. 子犬にしてあげる (Pre-production)
『ステーシーの美術+6』のみボーナストラック
14. 再殺部隊 (Pre-production)
『ステーシーの美術+6』のみボーナストラック
15. ステーシーの青空[リルカの葬列] (Pre-production)
『ステーシーの美術+6』のみボーナストラック
16. 未完成曲タイトル不明 (未発表曲Demo)
『ステーシーの美術+6』のみボーナストラック
17. 星座の名前は言えるかい (Pre-production)
『ステーシーの美術+6』のみボーナストラック

## 演奏者
- 大槻ケンヂ - ボーカル
- 橘高文彦 - ギター
- 本城聡章 - ギター
- 内田雄一郎 - ベース
- 太田明 - ドラム
- 秦野猛行 - キーボード（ゲスト）
- 小川文明 - キーボード（ゲスト）
- 安紀 - コーラス（ゲスト）